# Antônio Moura
Antonio Moura (Belém do Pará, 1963) é um poeta, letrista e publicitário, além de ter trabalhos como roteirista de cinema e vídeo.

## Biografia
Antonio Moura nasceu em Belém e, ao longo da vida, passou por Brasília, São Paulo, e Liboa. O escritor tem trabalhos traduzidos para inglês (editora inglesa Arc Publications, de Londres), catalão (96 Edicións, em Valência), espanjol (Editorial Calligramas, no México), alemão e francês. Ao todo, Antonio tem 13 livros publicados, a maior parte no Brasil. Além disso, ministrou oficinas pela Fundação Cultural do Pará.

### Poesia
- 1997 - Dez (Super Cores),[1]
- 1999 - Hong Kong & Outros Poemas (Ateliê Editorial),[1]
- 2004 - Rio Silêncio (Lumme Editor),[1][11]
- 2009 - A sombra da Ausência (Lumme Editor),[12]
- 2013 - Silence River (versão em inglês de Rio Silêncio),[7]
- 2018 - A outra voz (Editora Patuá),[13]
- 2019 - 4 poemas,[3]
- 2021 - A guerra invisível.[8]

### Traduções
- 2004 - Quase-sonhos de Jean-Joseph Rabearivelo (do original em francês Presque-songes),[2]
- 2007 - Traduzido da noite de Jean-Joseph Rabearivelo (do original em francês Traduit de La nuit),[2]
- 2006 - Contra o segredo profissional de César Vallejo (do original em espanhol Contra el secreto professional).[2]

## Prêmios
- 2008 - Prêmio John Dryden, na John Dryden Translation Competition (Londres – Inglaterra), por Rio Silêncio.[2][7]
- 2012 - Bolsa de Pesquisa e Experimentação do Instituto de Artes do Pará (IAP), para "Nau sem porto: A correspondência inescrita entre Rainer Maria Rilke e Paulo Plínio Abreu".[2]